# Giuditta
Giuditta is een "musikalische Komödie" in vijf taferelen van Franz Lehár. Het libretto van Fritz Löhner en Paul Knepler. Het was de laatste operette die Lehár componeerde, en tevens zijn werk dat het meest aanleunde bij de klassieke opera.
De première vond plaats op 20 januari 1934 in de Wiener Staatsoper in Wenen, onder leiding van Clemens Krauss. De hoofdrollen werden gezongen door Jarmila Novotná als Giuditta en Richard Tauber als Octavio.
De eerste uitvoering van de Franstalige versie was op 17 mei 1935 in de Muntschouwburg van Brussel, in het bijzijn van de componist. De dirigent was Maurice Bastin, maar Lehár dirigeerde zelf het symfonisch gedeelte van het vierde tafereel. De Franse tekst is van de hand van André Mauprey (1881-1939).

## Verhaal
De handeling speelt zich af in het zuiden van Italië en in het door Italië bezette Libië van de jaren 1930.
Giuditta is een vrouw met een vurig temperament die is getrouwd met de veel oudere Manuele en ze verveelt zich in haar huwelijk. Wanneer de jonge officier Octavio verliefd wordt op haar, verlaat Giuditta haar man en volgt Octavio naar Libië. Zij verlangt van hem dat hij alles voor haar doet, maar als militair moet hij haar achterlaten wanneer hij een marsbevel krijgt. Giuditta gaat dan maar als danseres aan de slag in een nachtclub in Tripoli en ze stort zich in de armen van allerlei mannen. Wanneer Octavio ten slotte terugkeert uit zijn legerdienst vindt hij Giuditta in het nachtlokaal, maar ze is niet meer in hem geïnteresseerd. In het laatste bedrijf werkt Octavio als barpianist in een hotel. Toevallig komt Giuditta daar aan, begeleid door een zoveelste rijke minnaar. Haar passie voor Octavio flakkert weer op, maar de verbitterde Octavio wil niets meer van haar weten.